# Chaetodon kleinii
Chaetodon kleinii (nombre común: Pez mariposa de Klein o Pez mariposa de resplandor solar) es una especie de peces mariposa perteneciente al género Chaetodon.
Es originario de la región del Indo-Pacífico, particularmente del área comprendida entre el Mar Rojo, África oriental, Hawái, Samoa, el norte y sur de Japón y el sur de Australia y Nueva Caledonia. Asimismo, es posible encontralo en las Islas Galápagos.

## Descripción
Su cuerpo es de color marrón tendiendo a amarillo, y es atravesado por dos amplias franjas verticales blancas situadas desde el inicio de su espina dorsal, hasta el lomo en su parte media. Entre ellas se halla una tercera, también vertical pero de color oscuro, y que atraviesa sus ojos.
En la naturaleza, los peces mariposa de Klein viven en una profundidad de entre 4 y 61 metros.
El pez mariposa de Klein es omnívoro, dado que su alimentación está conformada por pólipos, algas y zooplancton.